# Estatatura

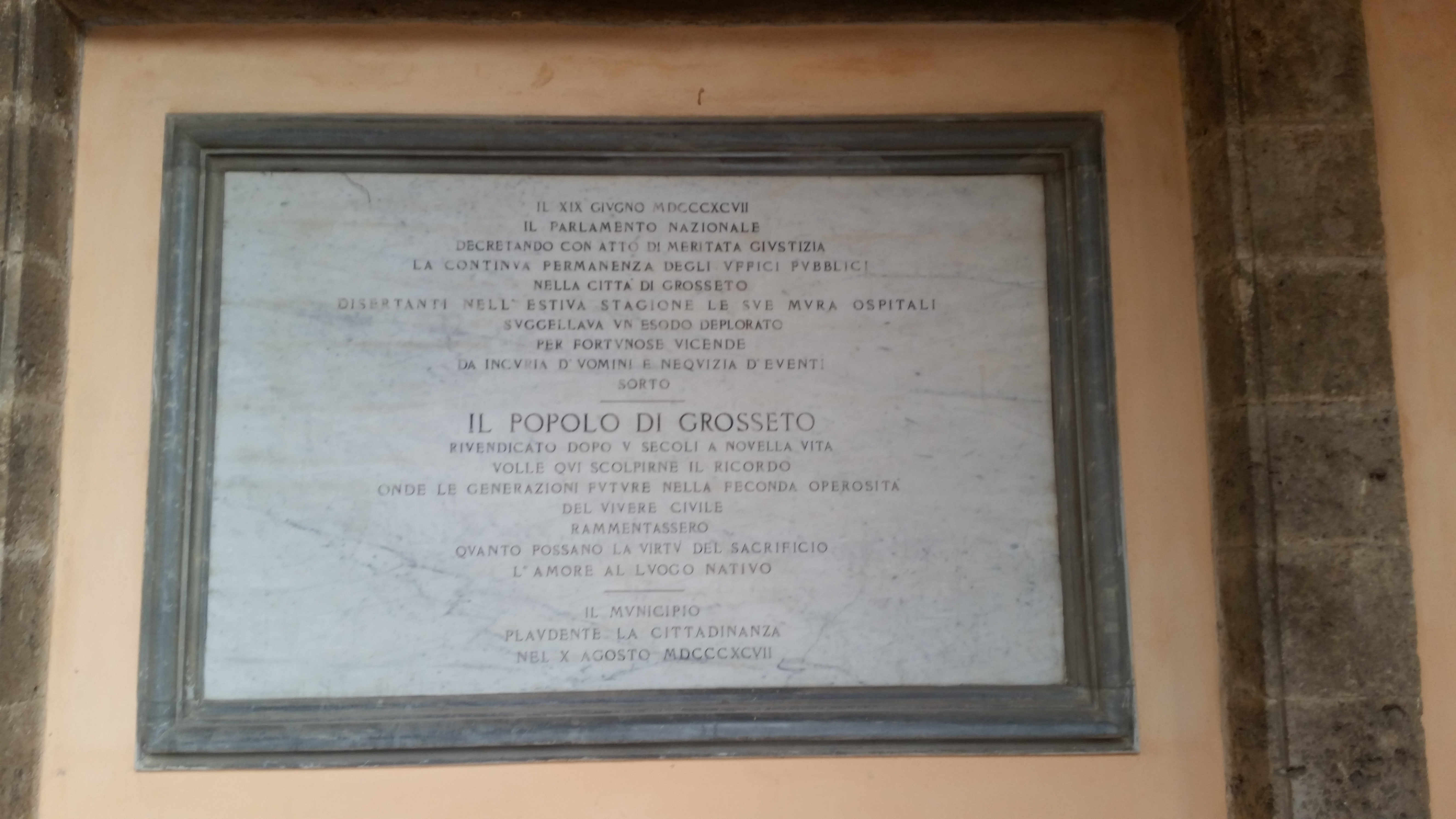
Targa posta il 10 agosto 1897 nel portico del palazzo comunale di Grosseto per la fine dell'estatatura

L'estatatura è un fenomeno di migrazione stagionale, avvenuto in provincia di Grosseto tra il XVIII e il XIX secolo.

## Storia
Da sempre, l'intero territorio della Maremma grossetana è stato a rischio malaria, soprattutto durante ogni stagione estiva.
Fin dal tardo Medioevo, quando iniziò a diffondersi la possibilità di essere colpiti dalla malattia, la popolazione dei centri situati lungo la pianura maremmana, in molti punti acquitrinosa, cominciò a spostarsi con l'arrivo dei primi caldi stagionali verso i paesi situati nell'entroterra collinare della provincia e nell'area del Monte Amiata. Per molti questo fenomeno comportò una migrazione definitiva, mentre per altri si limitava alla sola estate e questi ultimi, con l'inizio dell'autunno, tornavano nuovamente nei loro luoghi d'origine nelle aree pianeggianti.
Nel corso dei secoli, a causa della malaria e delle migrazioni connesse, la popolazione dei centri situati nella pianura costiera si ridusse sensibilmente, arrivando a toccare i minimi storici; soltanto nel Settecento, con le prime opere di bonifica e la successiva istituzione della Provincia senese inferiore (che divenne ben presto il Compartimento Grossetano) i vari centri iniziarono a conoscere una ripresa demografica, grazie anche all'apertura dei numerosi uffici pubblici legati all'istituzione della provincia (1766).

## Regolamentazione del fenomeno
Nonostante le opere di bonifica avviate e l'istituzione della nuova provincia, la malaria non era ancora stata debellata e la necessità delle temporanee migrazioni estive richiedeva una regolamentazione ben precisa.
Fu così che, nel 1780, fu emanato il Regolamento per l'Estatatura, che prevedeva il trasferimento dei vari uffici amministrativi pubblici e del loro personale dal capoluogo Grosseto verso alcuni centri dell'entroterra. Inizialmente si trattò di una migrazione sparsa in più centri, tra cui Massa Marittima, Roccastrada e Castel del Piano, ma alla fine fu deciso il "trasferimento del capoluogo" da Grosseto a Scansano durante ogni stagione estiva.
La scelta di Scansano come vicecapoluogo di provincia fu determinata dalla posizione strategica del centro, essendo collocato proprio nel baricentro del territorio provinciale e raggiungibile senza particolari difficoltà da ogni altra località.
Nel corso degli anni furono effettuate ulteriori modifiche ai regolamenti, senza però determinare variazioni di sostanza alla natura del provvedimento, nonostante le ambizioni avanzate da altri centri (Castel del Piano, Arcidosso) per poter svolgere il ruolo e le funzioni di capoluogo di provincia estivo.

## L'estatatura sotto il Regno d'Italia
Con l'Unità d'Italia, le bonifiche non erano ancora completate e il rischio malaria sempre incombente; fu vano, infatti, il tentativo di Bettino Ricasoli di abolire l'estatatura nel 1860.
Da allora, seguì una fase di incertezza che spinse molti comuni di confine a chiedere il passaggio ad un'altra provincia (nel caso di Sorano e Pitigliano la richiesta di passaggio era verso la provincia di Roma). Per far fronte a tali rischi, ci fu un primo tentativo di abolizione dell'estatatura (1888), che però non ebbe successo a causa dei numerosi casi di malaria che continuavano a verificarsi tra i cittadini e gli impiegati che rimanevano a Grosseto e dintorni durante la stagione estiva: nonostante il fallimento del provvedimento, ci fu però il ripensamento da parte dei comuni "dissidenti" che, fino ad allora, erano intenzionati a cambiare amministrazione provinciale.
Rasserenati i rapporti tra singoli consigli comunali ed amministrazione provinciale, la situazione rimaneva comunque complessa, tanto da richiedere l'intervento del governo nazionale. Anche tra i parlamentari e i ministri dell'epoca ci furono varie divisioni sulle modalità di regolamentazione del fenomeno e tra chi era favorevole e chi vi si opponeva. Alla fine, fu approvata la Legge 20 luglio 1897, n. 321 che aboliva definitivamente l'estatatura, nonostante il permanere del rischio malaria.
Negli anni successivi, infatti, continuarono i fenomeni di migrazione estemporanea di numerosi abitanti della Maremma grossetana verso l'entroterra, nonostante la città di Grosseto fosse divenuta, da quel momento, sede stabile dell'amministrazione provinciale. Il flusso migratorio estivo, nonostante la sua definitiva abolizione legislativa, continuò ad andare avanti, seppur in modo sempre più attenuato, fino alla prima metà del secolo scorso, quando la malaria è stata debellata dall'intera zona.